# Melastomateae
Tribu
Synonymes
- Melastomeae D.Don
- Melastominae Baill., Hist. Pl. 7: 31, 37. 1877.
- Osbeckieae DC., Prodr. 3: 127. 1828.
- Osbeckiinae Meisn., Pl. Vasc. Gen.: Tab. Diagn. 111, Comm. 82. 1838.
- Tibouchineae Cogn., Fl. Bras. (Martius) 14(3): 3. 1883.
- Tibouchininae Baill., Hist. Pl. 7: 31. 1877.

Les Melastomateae sont une tribu de plantes à fleurs de la famille des Melastomataceae. Le genre type est Melastoma.

## Publication originale
- F.G. Bartling, Ordines Naturales Plantarum, 1830, p. 329.